# Bruno Wojtinek
Bruno Wojtinek (* 6. März 1963 in Valenciennes) ist ein ehemaliger französischer Radrennfahrer.

## Sportliche Laufbahn
Wojtinek war Straßenradsportler. 1983 machte er mit dem 2. Platz beim Rennen Paris–Roubaix Espoirs, der Amateurausgabe von Paris–Roubaix, auf sich aufmerksam. Im Etappenrennen Circuit des Ardennes holte er den Gesamtsieg mit zwei Etappensiegen. In der Internationalen Friedensfahrt schied er aus. Als Amateur hatte er bis Ende 1983 mehr als 100 Siege erzielt.
1984 wurde er Berufsfahrer im Radsportteam Renault-Elf und blieb bis 1988 als Radprofi aktiv. Er galt als herausragenden Sprinter unter den Straßenfahrern. 1984 wurde er beim Sieg von Sean Kelly Dritter bei Paris–Tours und gewann den Grand Prix de Rennes. 1985 gewann er mit der Tour d’Armorique (ein Etappensieg) und der Settimana Internazionale di Coppi e Bartali (zwei Etappensiege) zwei Etappenrennen. Dazu kamen ein Etappenerfolg in der Luxemburg-Rundfahrt sowie zweite Plätze bei Paris–Roubaix hinter Marc Madiot und bei den Quatre Jours de Dunkerque hinter Jean-Luc Vandenbroucke. 1986 holte er Etappensiege in den Rennen Quatre Jours de Dunkerque, Paris–Nizza, Tour de Picardie, Critérium du Dauphiné Libéré, Route du Sud, Schweden-Rundfahrt und Tour de l’Avenir. Auch im Grand Prix de Denain war er erfolgreich. Die Route de Sud gewann er 1987 mit einem Etappensieg und dem Gewinn des Prologs. Tageserfolge holte er im Critérium du Dauphiné Libéré und der Tour du Limousin. Den Sieg im Grand Prix de Denain konnte er wiederholen. Der Sieg im Prolog in der Mittelmeer-Rundfahrt 1988 war sein letzter Erfolg als Radprofi. In der Tour de France 1987 und im Giro d’Italia 1984 schied er jeweils aus.
1988 beendete er seine Karriere nach einem Unfall im Mannschaftshotel, bei dem er sich die Kniescheibe brach.